# 神谷智洋
神谷 智洋（かみや ともひろ）は、日本の作曲家。主にゲームミュージックを手掛ける。茨城県出身。
1998年にスクウェア・エニックスに入社。主に効果音を担当。サウンドエディターとしてサウンド室を母体にスクウェアの子会社として「スクウェア・サウンズ」を1999年7月1日付で設立。「スクウェア・サウンズ」は2002年4月1日付を以てスクウェアに吸収合併される。2002年4月からスクウェア・サウンド室でサウンドデザイナー、サウンドエディターを担当。

## 作品

### ゲーム
- 聖剣伝説 LEGEND OF MANA（1999年7月15日） - Sound Editors
- ファイナルファンタジーIX（2000年7月7日） - GAME SOUND EFFECTS EDITORS
- バウンサー（2000年12月13日） - Assist Sound Editors
- ファイナルファンタジーX（2001年7月19日） - Sound Editors
- ファイナルファンタジーXインターナショナル（2002年1月31日） - Sound Editors
- ファイナルファンタジーII（2002年10月31日） - Sound Editors
- ファイナルファンタジー・クリスタルクロニクル（2003年8月8日） - サウンドエフェクト
- マリオバスケ 3on3（2006年7月27日） - Sound Editors
- ファイナルファンタジーIII (リメイク版)DS版（2006年8月24日） - Sound Editors
- チョコボと魔法の絵本（2006年12月14日） - Sound Editors
- ドラゴンクエストソード 仮面の女王と鏡の塔（2007年7月12日） - サウンドエフェクト
- ファイナルファンタジーIV（2007年12月20日） - Sound Editors
- 鋼の錬金術師 FULLMETAL ALCHEMIST-暁の王子-（2009年8月13日） - サウンドデザイナー
- 光の4戦士 -ファイナルファンタジー外伝-（2009年10月29日） - サウンドディレクター
- 鋼の錬金術師　FULLMETAL ALCHEMIST-黄昏の少女-（2009年12月10日） - サウンドデザイナー
- MARIO SPORTS MIX（2010年11月25日） - サウンドデザイナー